# Flaman-Tachograph

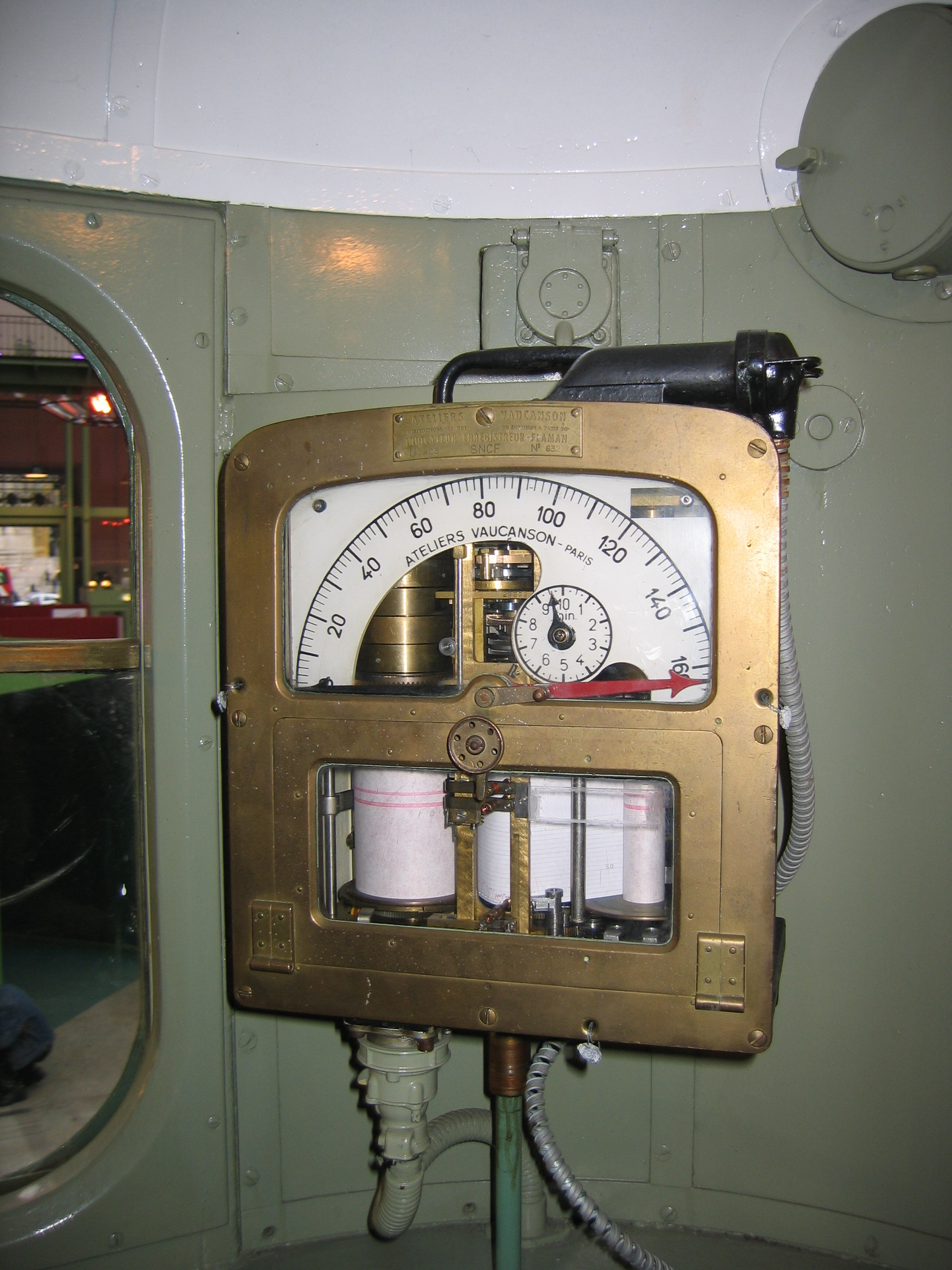
Flaman-Tachograph in der SNCF 9004

Der Flaman-Tachograph ist ein 1901 patentierter Geschwindigkeitsmesser und Fahrtenschreiber für Schienenfahrzeuge. Er wurde entwickelt, um die Einhaltung von Geschwindigkeitsbegrenzungen zu überwachen, und ist nach seinem Erfinder Eugène Flaman (1842–1935) benannt. In Frankreich, Belgien und Großbritannien war er weit verbreitet und bereits vor Ausbruch des Ersten Weltkrieges in den meisten Lokomotiven eingebaut. Die Flaman-Tachographen wurden ab den 1990er Jahren durch elektronische Geräte ersetzt. Das Gerät wurde von den französischen Eisenbahnern meist nur Flaman genannt, aber auch mouchard ‚Spitzel‘.

## Technik
Das Gerät arbeitet als Integrator, der die Geschwindigkeit aus dem von der Lokomotive in einer bestimmten Zeit zurückgelegten Weg ableitet. Die Zeit wird von einer internen Uhr gemessen, die zurückgelegte Strecke über eine Tachowelle von den Rädern der Lokomotive zum Gerät übertragen. Diese bewegt über einen Nocken eine Sperrklinke, die wiederum ein Zahnrad um einen Zahn dreht. Die Anzahl der Umdrehungen ist somit ein Maß für die Geschwindigkeit. Die Zählperiode beträgt 3,6 Sekunden, gefolgt von einer Periode von 1,2 Sekunden, in der das Zählzahnrad auf Null zurückkehrt und die Zählung von neuem beginnt. Das Gerät führt also alle 4,8 Sekunden eine Geschwindigkeitsmessung durch. Es ist so angeordnet, dass die angezeigte Höchstgeschwindigkeit einer Zählung von 80 Zähnen entspricht. Um eine Beschädigung des Fahrtschreibers bei durchdrehenden Rädern zu vermeiden, wird die Antriebsklinke vom Zählzahnrad getrennt, wenn die Zähnezahl 84 überschreitet.
Das Papier des Fahrtenschreibers wurde pro gefahrenen Kilometer um 5 mm vorgeschoben. Drei Kurven wurden aufgezeichnet:
- Die Zeit als Funktion der zurückgelegten Strecke: Der Stift bewegte sich vertikal, angetrieben durch eine archimedische Spirale, mit einer konstanten Geschwindigkeit von 2 mm pro Minute. Die Höhe des Zeitdiagramms betrug 2 cm, was einer verstrichenen Zeit von 10 Minuten entsprach. Wenn der Stift den oberen Rand des Diagramms erreichte, kehrte er sofort an den unteren Rand zurück, wodurch ein Sägezahndiagramm entstand.
- Das Signal des Zugbeeinflussungssystems Crocodile und seine Bestätigung durch den Triebfahrzeugführer.
- Die Geschwindigkeit in Abhängigkeit der Strecke.[3]